# Мур, Чарльз, 11-й граф Дрохеда
Чарльз Гаррет Понсонби Мур, 11-й граф Дрохеда (англ. Charles Garrett Ponsonby Moore, 11th Earl of Drogheda; 23 апреля 1910 — 24 декабря 1989) — британский пэр. Он носил титул учтивости — виконт Мур с 1954 по 1957 год. Он также был известен как Гаррет Мур.

## Происхождение и образование
Родился 23 апреля 1910 года. Единственный сын Генри Мура, 10-го графа Дрохеды (1884—1957), и его первой жены, британской летчицы и светской львицы Кэтлин Пелэм Берн (1887—1966). Он получил образование в школе Ладгроув, Итонском колледже и Тринити-колледже в Кембридже (где учился вместе с Виктором Ротшильдом и Гаем Бёрджесом).
Капитан территориального армейского дивизиона Королевской артиллерии с 1940 года. Кавалер Ордена Британской империи в 1946 году.

## Карьера
22 ноября 1957 года после смерти своего отца Чарльз Мур унаследовал титулы 11-го графа Дрохеды (Пэрство Ирландии), 13-го виконта Мура из Дрохеды (Пэрство Ирландии), 13-го барона Мура из Меллефонта в графстве Лаут (Пэрство Ирландии) и 2-го барона Мура в Кобэма в графстве Суррей (Пэрство Соединённого королевства), ста членом Палаты лордов Великобритании.
В 1946—1972 годах — управляющий директор The Financial Times. В 1964 году он был произведен в рыцари-командоры Ордена Британской Империи, а после выхода на пенсию в 1972 году был назначен кавалером Ордена Подвязки. С 1974 года — президент Института директоров, а с 1983 года — независимый национальный директор газеты «Таймс», занимая оба поста до своей смерти.

## Личная жизнь и смерть
16 мая 1935 года в мэрии Нью-Йорка Чарльз Мур, виконт Мур, женился на пианистке Джоан Элеоноре Карр (1902 — 16 декабря 1989, урожденной Джоан Элеонора М. Биркбек), которая была дважды замужем, за Доусоном Миллером и скрипачом Исекой Д. Мелсаком (известного профессионально как Дэниел Мелса). Джоан Элеонора была дочерью Лилиан Генриетты Биркбек (урожденной Уайт, бывшей миссис Джеймс Брейдвуд Биркбек) и Уильяма Генри Карра, также известного как Уильям Генри Карр-Биркбек, которые не были женаты. В газетном сообщении отмечалось, что в заявлении о браке невеста лорда Мура заявила, что два ее предыдущих брака были расторгнуты в 1929 и 1930 годах, что она работала «художницей» и что «она не могла вспомнить имя своего отца». У лорда и леди Дроэда был один сын:
- Генри «Дерри» Дермот Понсонби Мур, 12-й граф Дрохеда (род. 14 января 1937), фотограф, унаследовавший графство после смерти своего отца.

Лорд Дроэда скончался 24 декабря 1989 года в возрасте 79 лет.